# چار بائوسیا
چار بائوسیا (به لاتین: Char Bausia) یک روستا در بنگلادش است که در استان باریسال و در ناحیه باریسال واقع شده است.